# Дзандонелла, Роберто
Роберто Дзандонелла (итал. Roberto Zandonella, 14 апреля 1944, Комелико-Супериоре, Венеция) — итальянский бобслеист, разгоняющий, выступавший за сборную Италии в конце 1960-х — середине 1970-х годов. Участник двух зимних Олимпийских игр, обладатель золотой медали Игр 1968 года в Гренобле, чемпион мира.

## Биография
Роберто Дзандонелла родился 14 апреля 1944 года в коммуне Комелико-Супериоре, область Венеция. С ранних лет увлёкся спортом, позже заинтересовался бобслеем и прошёл отбор в национальную сборную Италии, присоединившись к ней в качестве разгоняющего. Сразу стал показывать неплохие результаты, благодаря чему удостоился права защищать честь страны на Олимпийских играх 1968 года в Гренобле, где, находясь в команде титулованного пилота Эудженио Монти, одержал победу в зачёте четырёхместных экипажей.
В 1969 году Дзандонелла взял серебро на чемпионате мира в американском Лейк-Плэсиде, годом спустя завоевал золотую медаль на мировом первенстве в швейцарском Санкт-Морице. В 1972 году он ездил соревноваться на Олимпийские игры в Саппоро, но не смог добраться там до призовых мест, приехав в четвёрках лишь восьмым. Впоследствии Роберто Дзандонелла продолжил выступать на высоком уровне, хоть и менее успешно. В середине 1970-х годов, не попав на Олимпиаду в Инсбрук, принял решение завершить карьеру профессионального спортсмена, уступив место молодым итальянским бобслеистам.